# Yerba Buena Gardens

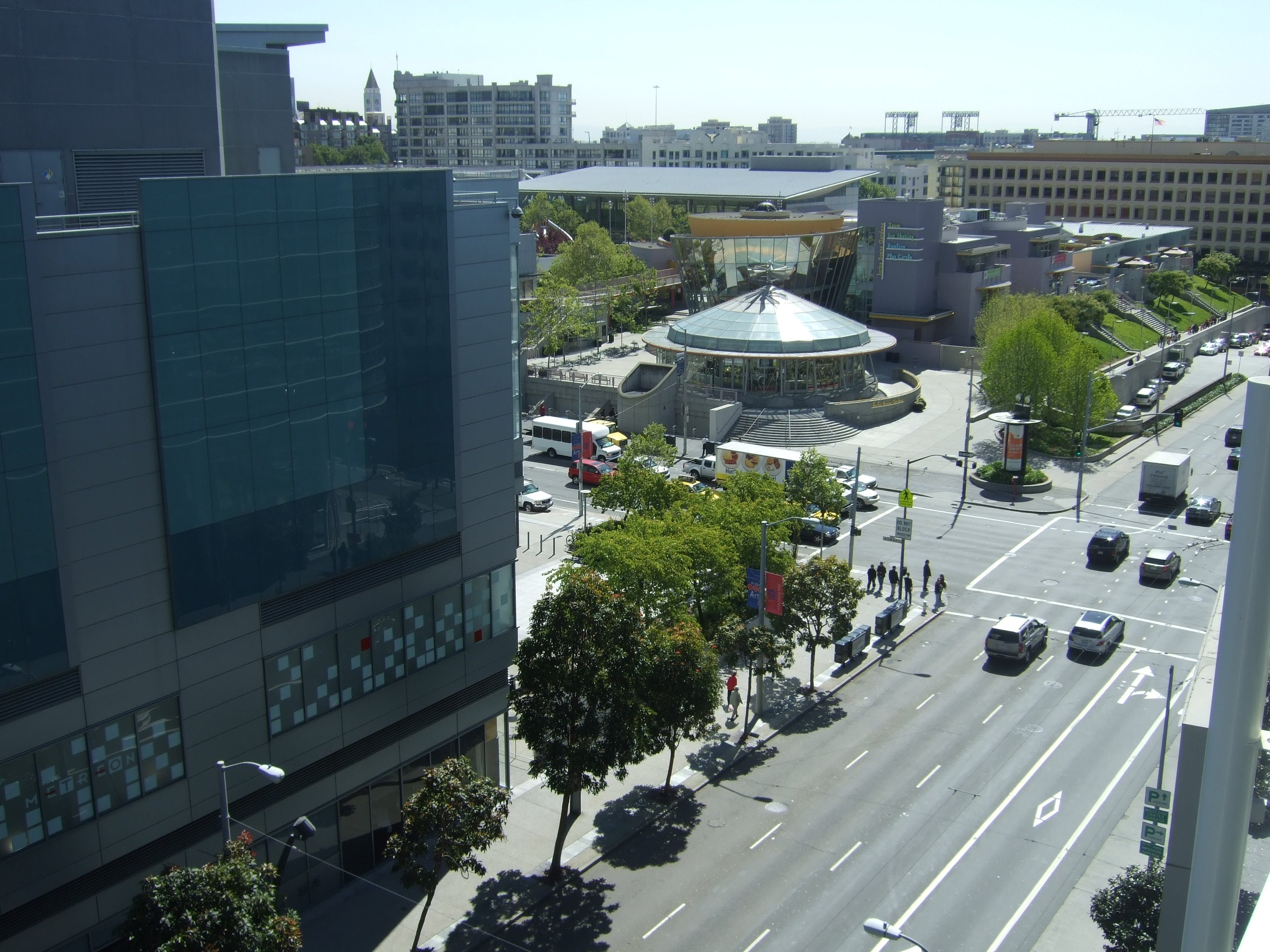
Blick auf Yerba Buena Garden aus dem Moscone West.

Die Yerba Buena Gardens sind eine Parkanlage in San Francisco, Kalifornien.
Sie befindet sich südlich der Market Street zwischen der vierten Straße und Mission Street auf einer Fläche, die der Größe von ungefähr 19 Blocks entspricht. Diese Gegend bekam ihren Namen im Jahr 1835, als sich die englische Familie William A. Richardson hier ansiedelte. „Yerba Buena“ bedeutet auf Spanisch „Gute Kräuter“ und ist der ursprüngliche Name der Stadt San Francisco. Im Jahre 1958 beschloss  die Stadtverwaltung das Gelände für die Öffentlichkeit freizugeben. Doch erst seit 1970 wird das Gebiet auch tatsächlich öffentlich genutzt. Heute finden in der gepflegten Parkanlage im Sommer Konzerte und Freiluftveranstaltungen statt.